# نان سال‌های جوانی
نان سال‌های جوانی (به آلمانی: Das Brot der frühen Jahre) کتابی است که در سال ۱۹۵۵ توسط هاینریش بل نویسنده آلمانی نوشته شده‌است.

## خلاصه داستان
والتر فندریچ، تعمیرکار لباسشویی، که قحطی زمان جنگ در او آرزوی سیری‌ناپذیر به نان ایجاد کرده‌است، یک روز با زنی آشنا می‌شود و کشف می‌کند که عشق او را بیشتر از هر نان دیگری سیر می‌کند.

## ترجمه‌های فارسی
- ترجمه محمد اسماعیل زاده - نشر چشمه - تهران - ۱۳۸۶